# Iwan Turianica
Iwan Iwanowicz Turianica (ros. Иван Иванович Туряни́ца, ur. 25 maja 1901 we wsi Riapidź w rejonie mukaczewskim, zm. 27 marca 1955 w Użhorodzie) – radziecki działacz partyjny.

## Życiorys
Od października 1917 do 1918 służył w armii austro-węgierskiej, a w 1919 w Zakarpackiej Gwardii Czerwonej. Został aresztowany przez Słowaków i osadzony w obozie w Preszowie, w grudniu 1919 zwolniony. Od października 1924 do 1925 służył w armii czechosłowackiej, 1925 wstąpił do KPCz, 1927–1928 był przewodniczącym związków zawodowego budowlańców w Mukaczewie, a od października 1928 do sierpnia 1929 sekretarzem Komitetu Okręgowego i Miejskiego KPCz w Mukaczewie. W 1929 został aresztowany i zwolniony, od lutego 1930 był sekretarzem Komitetu Okręgowego KPCz w Użhorodzie, a 1933–1939 sekretarzem Zakarpackiej Krajowej Rady Czerwonych Związków Zawodowych, w lipcu 1936 został aresztowany i wkrótce zwolniony. W marcu 1939, po zajęciu Rusi Zakarpackiej przez Węgry, wyemigrował do ZSRR, gdzie w latach 1939–1940 działał w MOPR, 1940-1941 pracował w fabryce parowozów jako planista-ekonomista, a od sierpnia 1941 do maja 1943 pozostawał w dyspozycji Ludowego Komisariatu Obrony ZSRR. W 1943 był członkiem Wszechsłowiańskiego Komitetu Antyfaszystowskiego, 1943-1944 wojenkomem 3 Brygady Korpusu Czechosłowackiego, od listopada 1944 I sekretarzem KC Komunistycznej Partii Ukrainy Zakarpackiej i jednocześnie od 26 listopada 1944 do 1946 przewodniczącym Rady Ludowej Ukrainy Zakarpackiej. Od 2 stycznia do 24 lutego 1946 był przewodniczącym Biura Organizacyjnego KC KP(b)U, od lutego 1946 do 27 stycznia 1948 I sekretarzem Zakarpackiego Komitetu Obwodowego KP(b)U, w latach 1946–1951 przewodniczącym Komitetu Wykonawczego Zakarpackiej Rady Obwodowej, od 28 stycznia 1949 do końca życia członkiem KC KP(b)U/KPU, a od 1952 do śmierci ponownie przewodniczącym Komitetu Wykonawczego Zakarpackiej Rady Obwodowej. Był odznaczony Orderem Lenina i Orderem Wojny Ojczyźnianej I klasy.